# Lucia Gai
Pour les articles homonymes, voir Gai.

a Compétitions nationales et continentales officielles uniquement.

b Matchs officiels uniquement.
Lucia Gai, née le 3 mai 1991 à Pesaro (Italie), est une joueuse internationale italienne de rugby à XV évoluant au poste de pilier en première division italienne. Elle joue au Valsugana Padoue.

## Biographie
Lucia Gai commence le rugby à XV à Pesaro, sa ville de naissance, à l'âge de sept ans. En parallèle, elle pratique la natation, le volley-ball, le basket-ball et la danse classique. Son père et sa mère ont tous les deux pratiqué le rugby.
À dix-huit ans, elle part à Mira, pour évoluer au Rugby Riviera où elle est d'abord positionnée en deuxième ligne, puis en première ligne. Elle y gagne son premier titre national ainsi que sa première sélection en équipe d'Italie.
Après une saison à Pesaro en 2010-2011, elle joue cinq ans avec le Riviera puis signe au Valsugana Padoue.[réf. nécessaire]
En 2017, elle part jouer une saison en France au Stade rennais, où joue Ilaria Arrighetti, avant de revenir au Valsugana Padoue.[réf. nécessaire]
Elle fait partie de l'équipe qui qualifie l'Italie pour sa première Coupe du monde en 2017. Elle dispute également l'édition 2021 où l'Italie atteint les quarts pour la première fois de son histoire.
Lors du titre national en 2022, elle est nommée meilleure joueuse de la finale. Parfaitement installée à Padoue, elle déclare cependant regretter l'absence d'une équipe féminine de haut niveau dans sa ville natale de Pesaro.
Convoquée pour le Tournoi des Six nations 2023, elle est titulaire durant tout le Tournoi.[réf. nécessaire] En août 2023, après avoir remporté un sixième Scudetto avec le Valsugana Padoue, elle est convoquée pour disputer la deuxième division du WXV en Afrique du Sud.
Début 2024, elle fait partie des joueuses mises sous contrat par la fédération italienne, puis elle participe au Tournoi des Six Nations, dont elle dispute les cinq rencontres en sortie de banc.[réf. nécessaire] Avec son club, elle est battue par Villorba Rugby en finale du Championnat.

## Palmarès
- Vainqueur du Championnat d'Italie en 2010, 2012, 2013, 2017, 2022 et 2023.
- Finaliste du Championnat d'Italie en 2024.